# Nhandeara
Nhandeara là một đô thị ở bang São Paulo, cách thủ phủ bang São Paulo 508 km. Đô thị này có diện tích 437,4 km², tổng dân số 11.000 người (5090 nam và 5910 nữ, 8550 sống ở nội thành và 2450 sống ở ngoại thành). Tỷ lệ biết chữ là 89,6%.

## Sông ngòi
- Sông São José dos Dourados

## Các xa lộ
- SP-310
- SP-461